# Эк-Балам

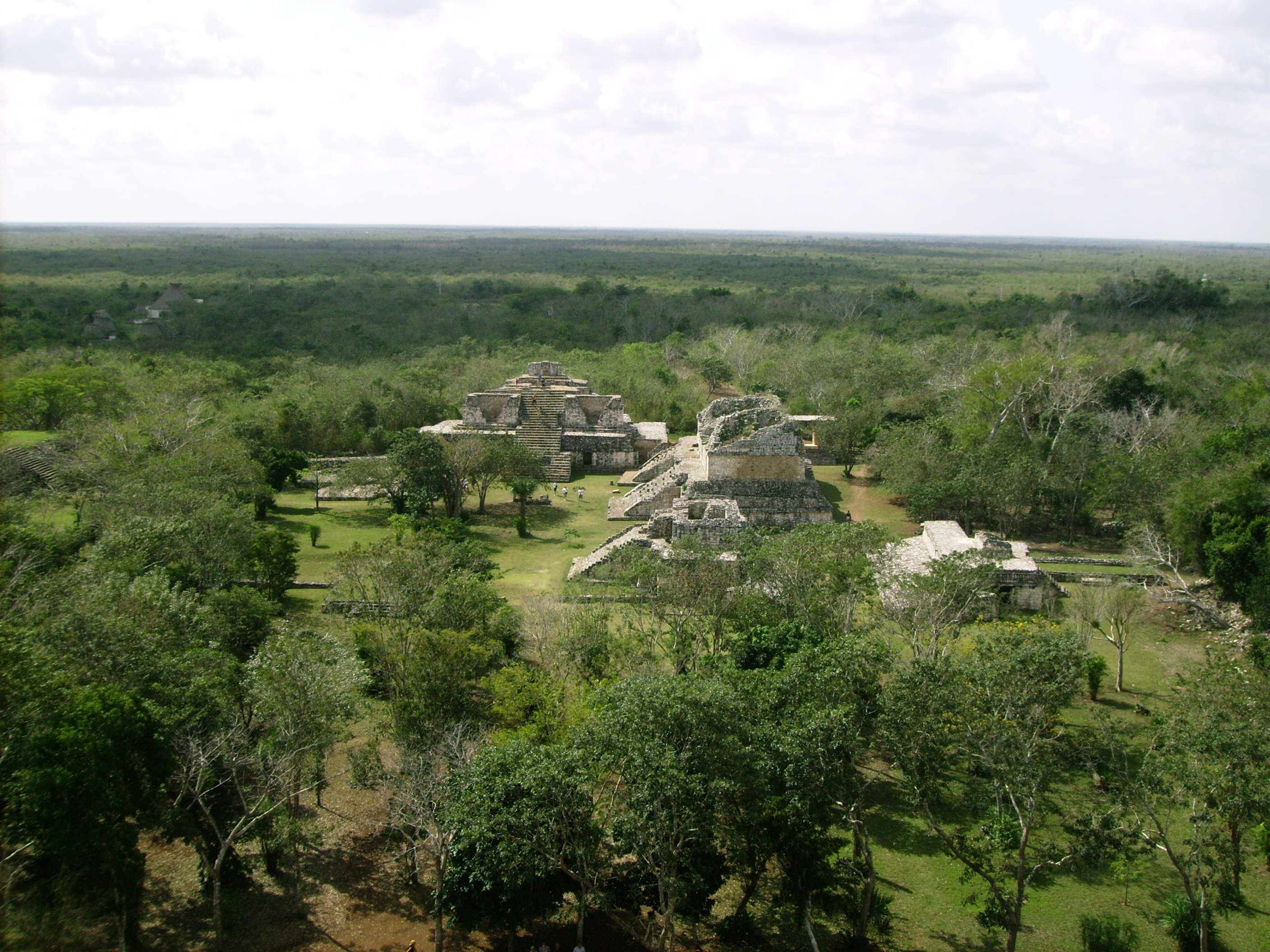
Вид на археологические раскопки Эк-Балама с Акрополя.

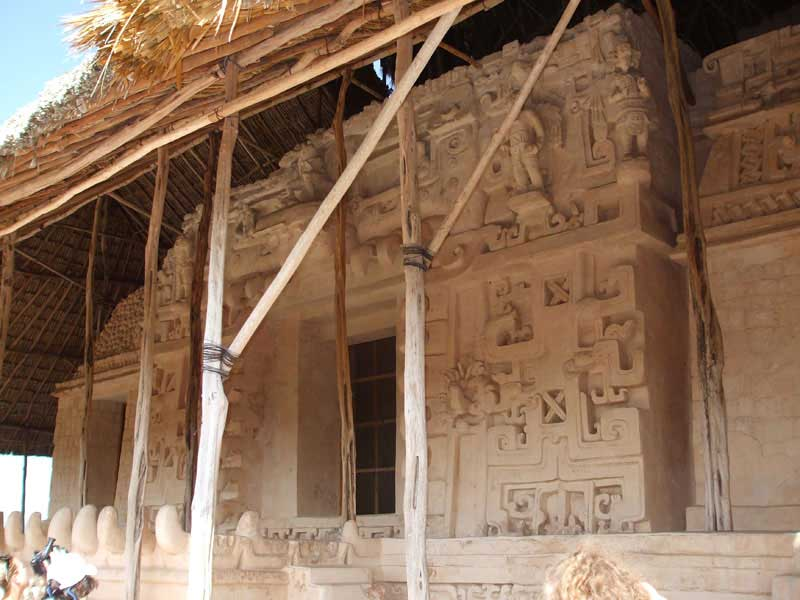
Эк-Балам, вид спереди

Эк-Балам (юк. Ek Balam — «чёрный ягуар») — бывший город цивилизации майя. Находится в штате Юкатан, Мексика, в 30 км к северу от города Вальядолид.

## История
Город существовал с начала III в. до н. э. и до прихода конкистадоров. Площадь поселения составляла около 12 км², включая главную площадь — 1 км², где проживала элита. Центральная зона города была защищена тремя стенами.
В эпоху майя город назывался Талоль. Согласно источникам XVI в., город, по легендам, был основан чёрным ягуаром (Ek’Balam или Coch CalBalam). Город был административным центром региона.
В начале XVI в. иностранное вторжение уничтожило города Эк-Балам и Йашуна.

## Архитектура

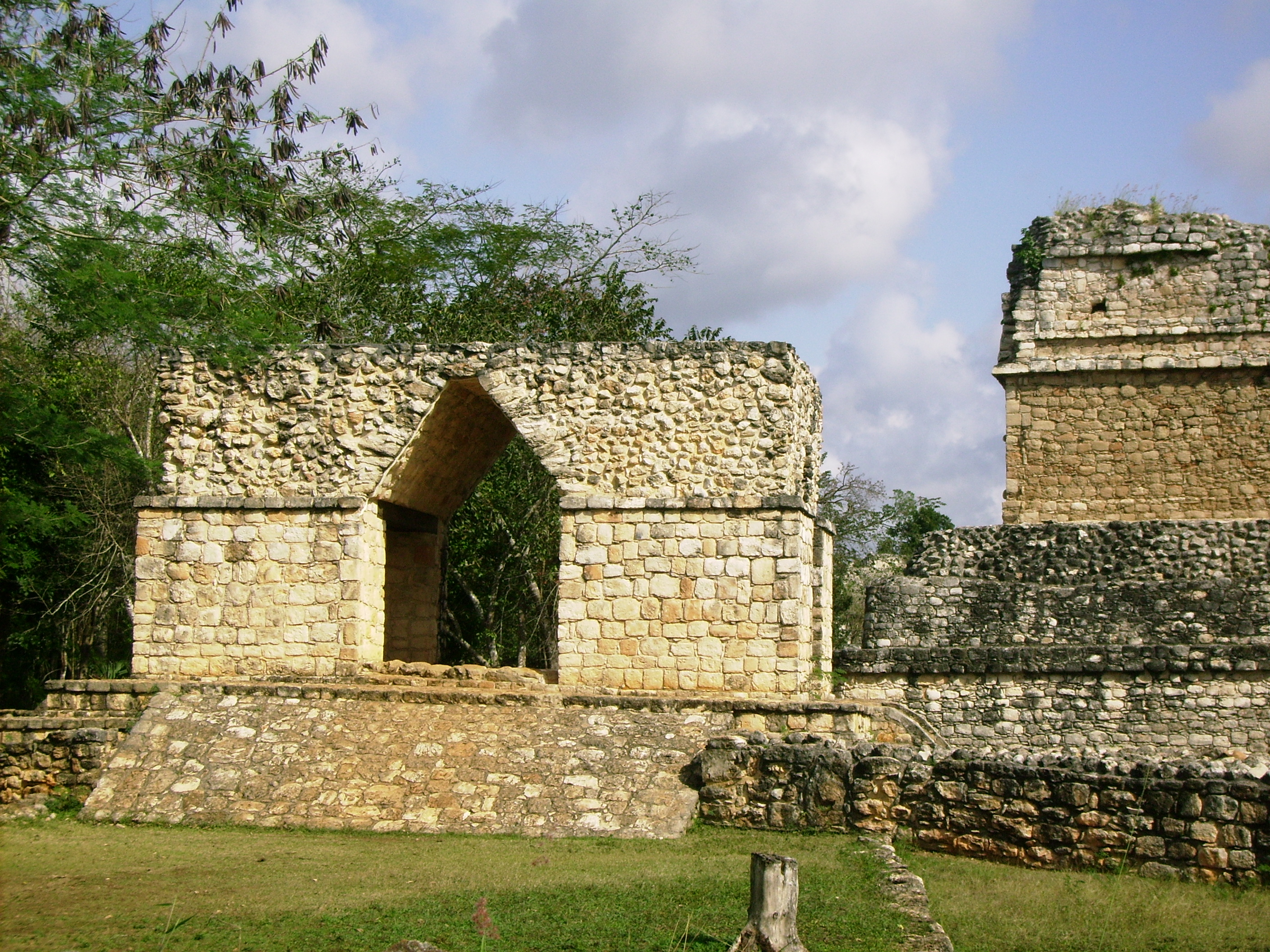
Входная арка в Эк-Балам.

В городе обнаружено 45 зданий, в том числе:
- Акрополь в северной части, крупнейшее сооружение города, включая могилу Ukit Kan Le’k Tok’. Составляет 146 метров в длину, 55 метров в ширину и 29 метров в высоту. Гипсовый фриз, великолепно сохранившийся, представляет собой вход в виде открытой пасти с клыками змеи или монстра, а по бокам расположены фигуры крылатых воинов. Кроме Эк-Балама, подобная декорация встречается в расположенном вдалеке от него Ченес, в Кампече.
- Круглое здание на юге города, известное как Овальный дворец.
- стадион для игры в мяч.
- Пирамиды-близнецы.
- Стела с изображением правителя города, вероятно, Укит Холь Ахкуля.
- Красивая арка, служившая входными воротами.
- Два ещё не раскопанных сооружения к востоку и к западу от Акрополя.

## Настенная роспись
Свидетельством богатства и влиятельности города, а также развитости в нём технологий, является настенная роспись. Они считаются одними из наиболее выдающихся произведений искусства майя за их натурализм, реалистичность, богатство красок, правильность пропорций и заметную пластичность фигур. Росписи изображают божества и мифические существа, а также людей и животных.

## Галерея

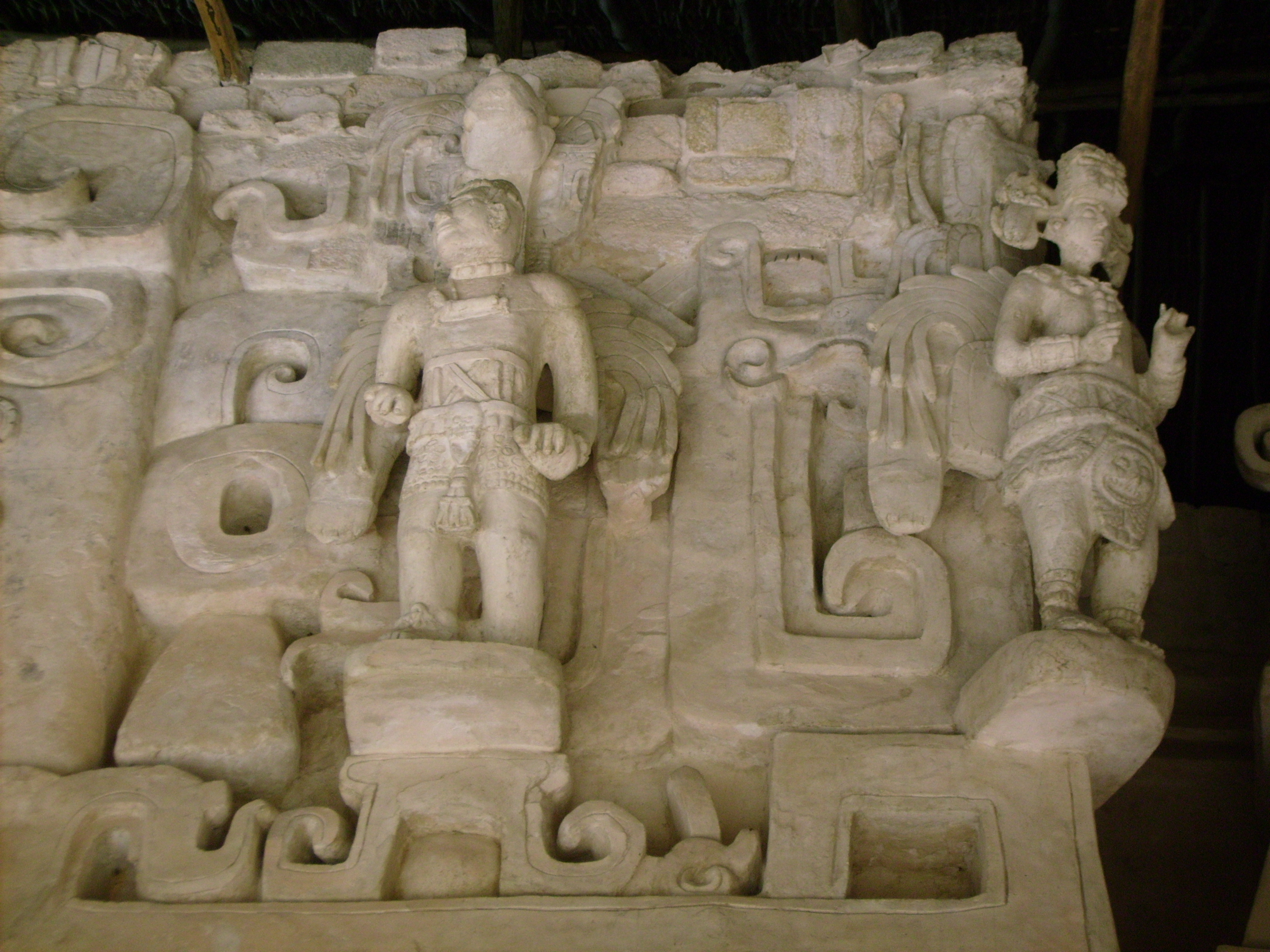
Крылатые воины на алтаре ягуара, Акрополь, Эк-Балам
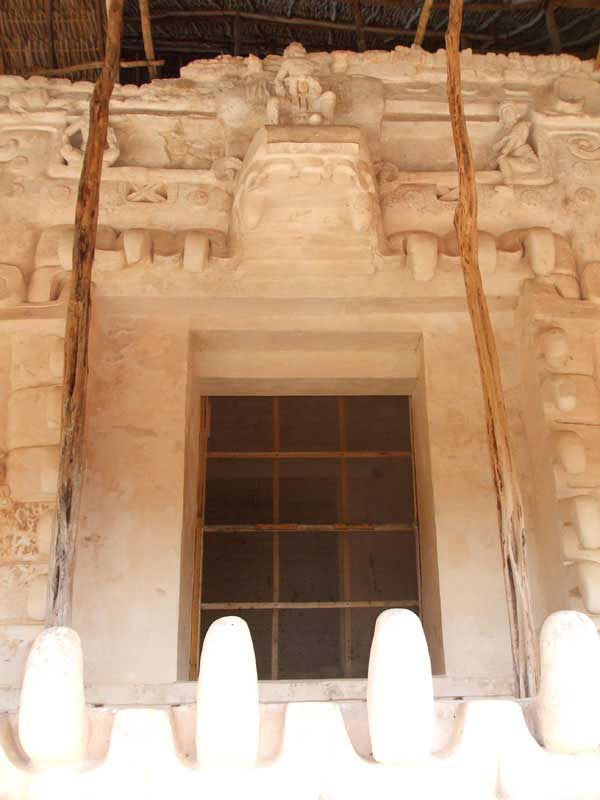
Главный храм
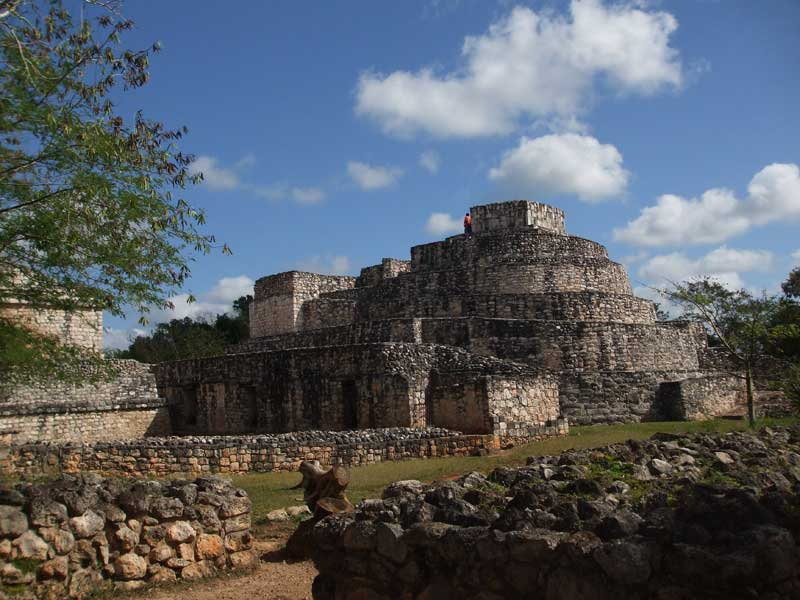
Овальный дворец
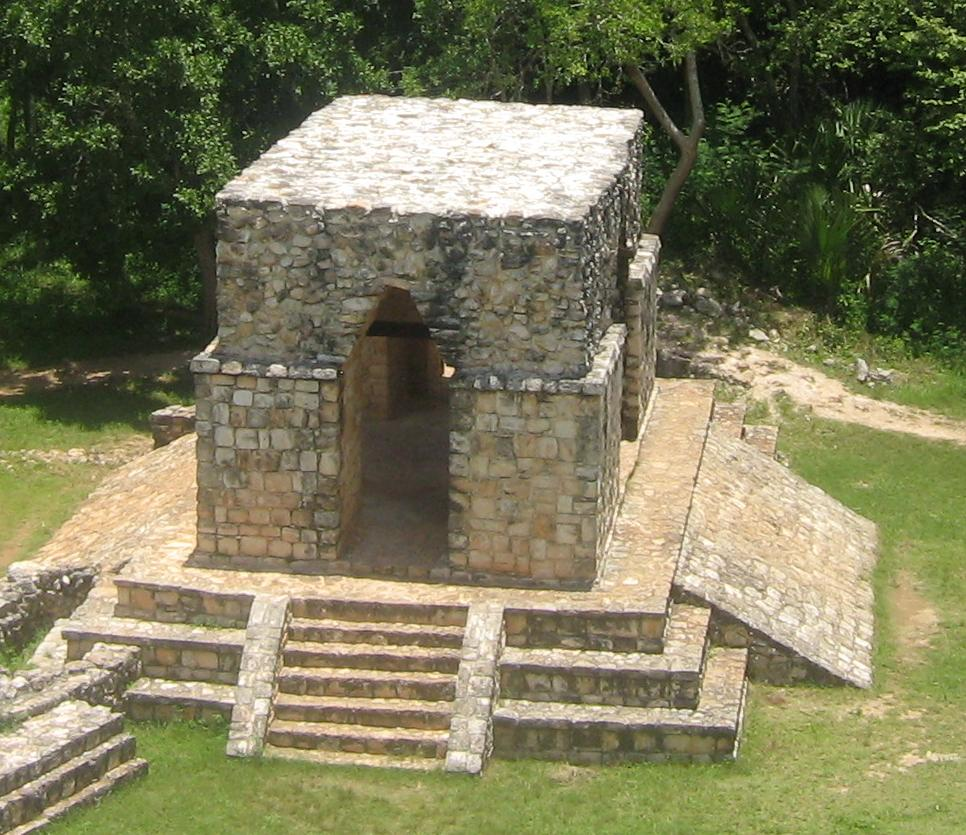